# Wappen der Stadt Klingenthal
Das Wappen der Stadt Klingenthal ist, neben Flagge und Dienstsiegel, ein Hoheitszeichen der Großen Kreisstadt Klingenthal im sächsischen Vogtlandkreis.

## Wappen – Blasonierung und Begründung
Die Blasonierung lautet wie folgt:

„In Blau eine gelbe Lyra.“

Die Stadt gibt in ihrer Hauptsatzung folgende Wappenbeschreibung an:

„Das Wappen der Großen Kreisstadt Klingenthal zeigt eine gelbe Lyra auf blauem Untergrund.“

Siegelmarken der Gemeinde Klingenthal mit Wappen
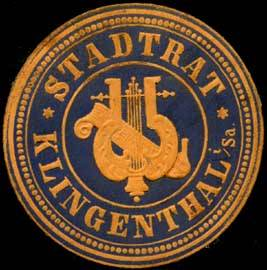
Siegelmarke (zw. 1850 und 1923)
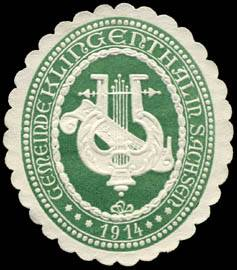
Siegelmarke (zw. 1850 und 1923)
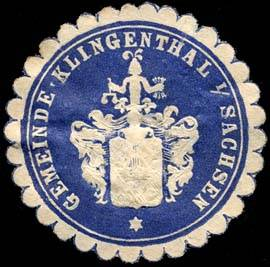
Siegelmarke (zw. 1850 und 1923)

Die Lyra, das heißt eine Leier, deutet auf die Bedeutung des Musikinstrumentenbaus im vogtländischen Musikwinkel hin. Eine abgewandelte Form der Lyra nutzt die Stadt heute in Rot für ihren Internetauftritt.

Stadtflagge

## Flagge und Dienstsiegel
Klingenthal führt eine Flagge in den Stadtfarben Gelb-Blau mit aufgelegtem Stadtwappen.
Das Dienstsiegel der Stadt ähnelt den oben bereits abgebildeten früheren Siegeln und zeigt das Stadtwappen mit der Umschrift „Große Kreisstadt Klingenthal“, der Amtsbezeichnung und einer fortlaufenden Nummerierung. Die Siegelführung obliegt dem Oberbürgermeister.

## Ortsteil Zwota
Auch der Ortsteil Zwota führt(e) ein Wappen. 
Das Wappen zeigt eine Geigen (bzw. ein vergleichbares Instrument) und einen Hammer, die sich überkreuzen. Das sind vermutlich Hinweise auf den erwähnten Musikwinkel sowie den Bergbau im Ostvogtland und Erzgebirge.

## Belege
1. ↑  Stadt Klingenthal: Hauptsatzung der Großen Kreisstadt Klingenthal. §2 (2) Hauptsatzung. 27. Oktober 2020, abgerufen am 9. Oktober 2023.
2. ↑  Klingenthal – die Musikstadt - klingenthal.de. Abgerufen am 9. Oktober 2023.
3. ↑  §2 (3) Hauptsatzung
4. ↑  §2 (4) Hauptsatzung